# 雙齒眶鼻鰻
雙齒眶鼻鰻（学名：Kaupichthys diodontus），又名草鰻，为條鰭魚綱鰻形目擬鯙科眶鼻鰻屬下的一个种。该物种于1943年由倫納德·彼得·舒爾茨描述及命名，主要分布于印度洋和太平洋海域。